# Erna Solberg
Erna Solberg (ur. 24 lutego 1961 w Bergen) – norweska polityk, od 2004 przewodnicząca Partii Konserwatywnej (Høyre). Minister samorządu terytorialnego i rozwoju regionalnego w latach 2001–2005, w latach 2013–2021 premier Norwegii.

## Życiorys
W 1986 ukończyła socjologię, nauki polityczne, statystykę i ekonomię na Uniwersytecie w Bergen.
W latach 1979–1980 była członkinią Rady Narodowej ds. Szkolnictwa Średniego. W latach 1979–1983 wchodziła w skład rady ds. szkolnictwa w Bergen. Od 1986 do 1988 była członkinią senatu Uniwersytetu w Bergen, a w latach 1997–1989 członkinią komisji edukacyjnej w tym mieście.
W 1989 została po raz pierwszy wybrana w skład Stortingu z ramienia Høyre, reprezentując okręg Hordaland. W wyborach w 1993, 1997, 2001, 2005 oraz 2009 odnawiała mandat deputowanej. Od 1993 do 1994 pełniła funkcję przewodniczącej Narodowego Stowarzyszenia Konserwatywnych Kobiet. W latach 1994–1998 była odpowiedzialna za sprawy kobiet w Partii Konserwatywnej.
W 2001 została ministrem samorządu terytorialnego i rozwoju regionalnego w gabinecie Kjella Magne Bondevika. Przez twardą politykę, jaką prowadziła w swoim resorcie, zyskała w mediach przydomek „Żelaznej Erny” („Jern-Erna”). Urząd ministra zajmowała do 2005.
W latach 1995–2002 pełniła funkcję wiceprzewodniczącej Partii Konserwatywnej, a w 2004 została jej przewodniczącą, zastępując na stanowisku Jana Petersena. W 2013 konserwatyści zajęli drugie miejsce w wyborach (Erna Solberg ponownie została wybrana do Stortingu), ustępując Partii Pracy. Koalicja skupiona wokół tej ostatniej utraciła większość parlamentarną. 16 października 2013 objęła urząd premiera Norwegii, stając na czele koalicji z Partią Postępu, którą wsparły również partie liberalna i chrześcijańska.
W wyborach w 2017 ponownie uzyskała mandat deputowanej, a wspierająca ją centroprawicowa koalicja utrzymała większość w Stortingu. W styczniu 2018 do rządu dołączyli przedstawiciele liberałów, a w styczniu 2019 funkcje ministerialne objęli też przedstawiciele chadeków. W styczniu 2020 z gabinetu odeszli przedstawiciele Partii Postępu, która negowała m.in. politykę rządu dotyczącą imigrantów.
W 2021 wybrana na kolejną kadencję do Stortingu, ugrupowania centroprawicowe utraciły wówczas większość w parlamencie. 14 października tegoż roku na funkcji premiera zastąpił ją Jonas Gahr Støre.

## Odznaczenia
- Komandor Orderu Świętego Olafa (2005)[1]
- Medal jubileuszowy Haralda V 1991–2016 (2016)[8]